# Tony Darden
Pour les articles homonymes, voir Darden.
Tony Darden (né le 2 septembre 1957) est un athlète américain, spécialiste du 400 mètres.

## Biographie
Il remporte la médaille d'or du 400 m et du relais 4 × 400 m lors des Jeux panaméricains de 1979, à San Juan, Porto Rico. 
Il s'impose sur 4 × 400 m lors de la Coupe du monde des nations 1979 et 1981.
Son record personnel sur 400 m, établi le 21 juin 1981 à Sacramento, est de 45 s 01.